# Nicholas Cooke

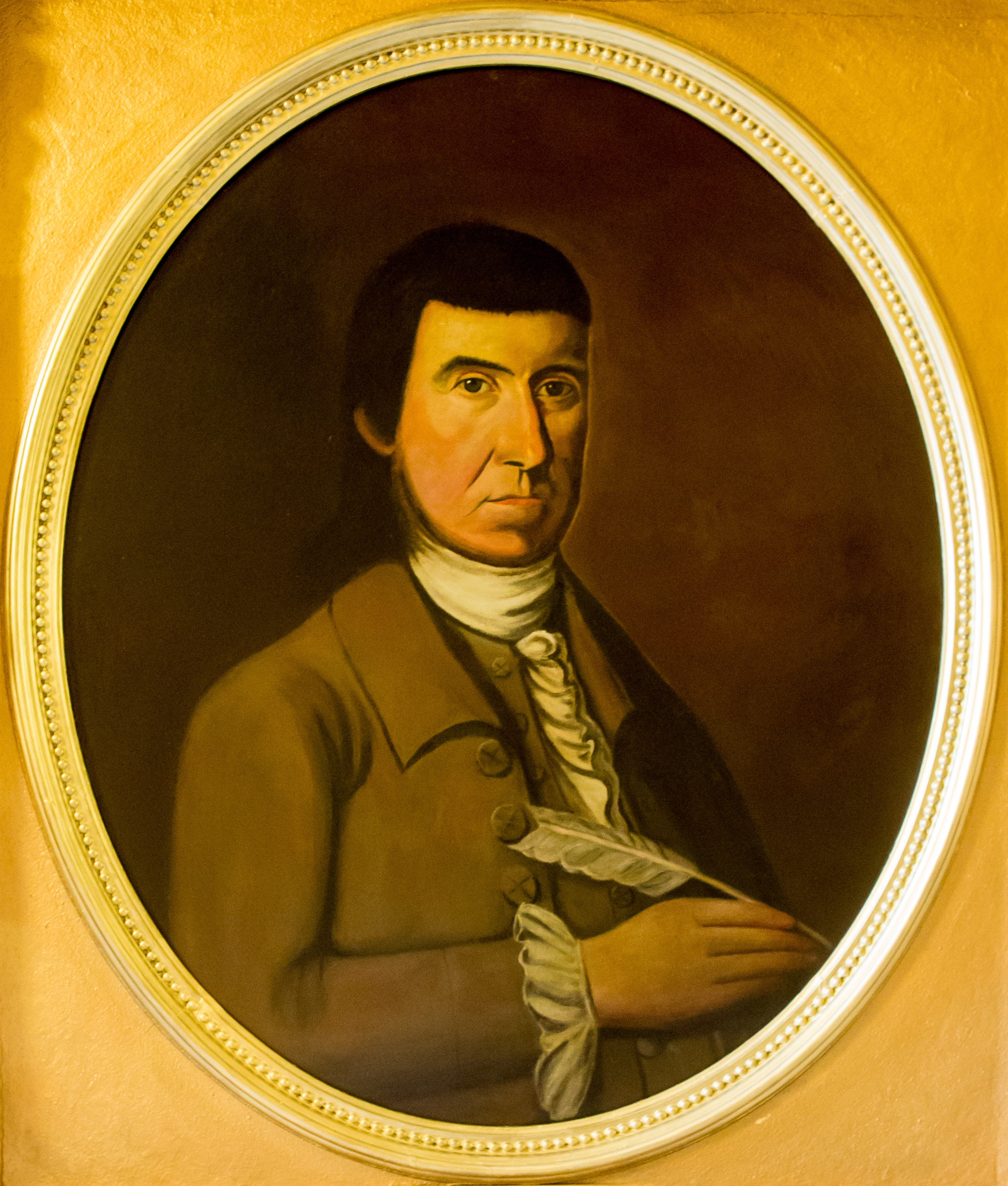
Nicholas Cooke

Nicholas Cooke (* 3. Februar 1717 in Providence, Colony of Rhode Island and Providence Plantations; † 14. September 1782 ebenda) war ein US-amerikanischer Politiker.

## Leben
Nicholas Cooke wurde als Sohn von Daniel Cooke und dessen Frau Mary Power geboren und wuchs in Wohlstand auf. So besaßen seine Eltern wie auch er Ländereien, nicht nur in Rhode Island, sondern auch in Massachusetts und Connecticut. Auch verdiente sich Cooke als Fabrikant (er betrieb eine Destillation) und Reeder den Lebensunterhalt, und verbrachte einige Jahre als Kapitän auf See. Im September 1740 heiratete er; der Name seiner Frau wird an einigen Stellen mit Hannah Labin, an anderen wiederum mit Mary Sabin angegeben. Gesichert jedoch gilt, dass er Vater von zwölf Kindern war.
1752 wurde Cooke als Assistent ins Abgeordnetenhaus von Rhode Island gewählt, und wurde in Folge sechsmal, bis 1759 wieder gewählt. Im Mai 1768 – in einer Zeit, in der Rhode Island noch keinen Gouverneur, sondern Kolonialverwalter stellte – wurde Cooke in das Amt des Vizeverwalters gewählt, ein Amt, das später in jenes des Vizegouverneurs adaptiert wurde. Cooke übte diese Funktion bis Mai 1769 aus. Sechs Jahre später, im Mai 1775, wurde Cooke erneut in dasselbe Amt gewählt, übte es jedoch nur sechs Monate, bis November 1775 aus.
Nachdem Rhode Island im Herbst 1775 seine Unabhängigkeitserklärung ratifiziert hatte, wurde Cooke im November 1775 in das Amt des Gouverneurs gewählt, und amtierte bis Mai 1778. Da sich zu jener Zeit noch keine Parteien gebildet hatten, waren sowohl er, als auch seine beiden Nachfolger parteilos. Er verzichtete auf eine zweite Amtszeit.
Parallel zu seiner Arbeit als Politiker übte er ab 1766 bis zu seinem Tod das Amt des Schatzmeisters der Brown University aus. Nach seinem Tod begrub man Cooke zunächst auf seinem Anwesen, bis ihm zu Ehren 1844 in Providence ein Ehrengrab errichtet wurde, und die sterblichen Überreste exhumiert und dorthin überführt wurden.